# Parkpop Oostkamp
ParkPop Oostkamp is een gratis muziekfestival dat jaarlijks wordt georganiseerd in het Beukenpark in Oostkamp. Het festival profileert zich als een familiefestival met muziek voor jong en oud.
ParkPop Oostkamp werd in 2002 opgericht door Dries Lescouhier. Vanaf het tweede jaar werd het bestuur uitgebreid zodat de continuïteit van het festival verzekerd werd. Het aantal bezoekers steeg jaarlijks van enkele honderden bezoekers het eerste jaar, tot een 10.000 bezoekers in 2011. In 2011 vierde ParkPop z'n 10-jarig jubileum. Naast de VIP-lounge, de ParkPop-kwis op vrijdag, was er voor de eerste keer ParkPop in Concert op vrijdag & haalde de topact van Natalia naar het Beukenpark. Door het toenemende succes werd er ook besloten om het festival voortaan in open lucht te laten doorgaan. 2013 werd besloten om een tweede dag op zaterdag toe te voegen aan het festival met vooral tributes van bekende rockbands. ParkPop zit in het Beukenpark intussen stilaan tegen de limiet aan, maar gezien het unieke karakter van het Beukenpark wordt er momenteel niet gezocht naar een grotere locatie. In 2016 werd de indeling van het terrein wel grondig herbekeken, werd er een tijdelijke brug gebouw voor een nieuwe ingang en kwam er achteraan een food-dorp. Op deze manier wordt de capaciteit van het Beukenpark nu maximaal benut. In 2018 werd live-captatie geïntroduceerd en sinds dat jaar is het festival op beeldschermen te volgen. Ter gelegenheid van de 20e editie werd in 2023 ook de vrijdag toegevoegd en was ParkPop voor de 1e keer een volwaardig 3-daags festival. In 2024 werden alle records gebroken met meer dan 20.000 bezoekers tijdens het weekend. 

## Geschiedenis
2002Kon. Fanfare "De Eendracht", Colargo, Herder, Charlie Steps, Meadow, PP-band met Bart Herman
2003Aperitiefconcert Kon. fanfare "De Eendracht", Gas, Sheila, Ambi Puur, Herder, PP-band met Spark
20042hot2handle & Morestien, Cajun Moon, Du Cuverups, Jazzylipsy, Plane Vanilla, Baudee & The Walkers
2005Aperitiefconcert Kon. fanfare "De Eendracht", DeepFreeZer, Quintus Diablo, Jaman King Toast, D:Zine, Coco Jr. & The All Stars, Second Life
2006Basics, Gene Thomas, Frontline, J Kingmaker T, The Magical Flying Thunderbirds
2007Exit April, Wim Soutaer, Woest, Ace and the Jokers, Paul Michiels, Loco Loco Disco Show
2008Ketnetband, Brahim, RoxStar, Green Onions, Raymond van het Groenewoud, Boogie WonderBand
2009Studio 100 band, Born Crain, The Ditch, Hadise, Sergio, Les Truttes
2010Crazy Disco Show, Belle Pérez, De Romeo's, Guy Swinnen, Frank Boeijen, Wipneus & Pim
2011ParkPop in Concert : Dirty Laundry, Natalia, DJ Zaki
ParkPop Festival : Ketnetband, Tom Dice, Sweet Coffee, Flip Kowlier, Soulbrothers, Les Truttes
2012DreamShow, Leki, Kato, Stash, Chef'Special, Meuris vs De Leeuw, Café flamand
2013Zaterdag : The Cult by Pure Cult, Kiss by Kiss Lickss, Metallica by Magnetica, Guns 'n Roses by Gunz 'n Rozes
Zondag : Cara & de Caro'kes, Brahim, Cleymans & Van Geel, A Brand, De Corona's, De Romeo's Deluxe
2014Zaterdag : Status Quo by Belgian Quo Band, Alice Cooper by Elected Babies, Iron Maiden by Up The Irons, Green Day by Green Date, AC/DC by IC/TC
Zondag : Boembox, Silke, Stan Van Samang, Gorki, U2 by L.A.vation en No DJ!
2015Zaterdag : Ramones by Rawönes, Faith No More by Fake No More, Limp Bizkit by Stiff Bizkit, Aerosmith by Aeroforceone, Foo Fighters by Four Fighters
Zondag : Boembox, Level Six, De Mens, The Scabs, Bon Jovi by Bon Giovi, Les Truttes
2016Zaterdag : Blink 182 by Flink 82, Red Hot Chili Peppers by Really Hot Chili Peppers, Muse by Musest, Janez Detd Punk Rock High School, Rage Against The Machine by Bulls on Parade
Zondag : Boembox, Laura Tesoro, Yevgueni, Coldplay by Coldplace (UK), DAAN, Laston & Geo
2017Zaterdag : Therapy? by Screamager, Nirvana by Captain Albatross (NL), Editors by reEditors (NL), Green Day by Green Data (UK), Linkin Park by Living Theory (IT), Dog Eat Dog (USA)
Zondag : Crazy ParkPop Party, Bruno Mars Tribute (UK), Pigbag Army, Michael Jackson UK, The Magical Flying Thunderbirds, Dirk Stoops
2018Zaterdag : Pearl Jam by Once (NL), Led Zeppelin by Hats off to Led Zeppelin (UK), The Kids, Fleddy Melculy, System of a Down by Back to the system (IT), Bizkit Park
Zondag : Boembox, Lady Gaga by The Fame Monster (IT), Gers Pardoel, Radio Guga, Les Truttes, Discobar Galaxie
2019Zaterdag : ZZ Top by Fuzz Top (FR), Kings of Leon by Kins of Leon (UK), Red Zebra, Belgian Asociality, Channel Zero, Tragedy (USA)
Zondag : The Crazy Disco Show, Tinne & the Oltmans, Bent Van Looy, U2 by L.A.Vation (USA), The Dirty Daddies (NL), DJ's Kobe Ilsen & Viktor Verhulst
2020geannuleerd omwille van COVID-19
2021
geannuleerd omwille van COVID-19
2022
Zaterdag : Depeche Mode by Depeche More, Funeral Dress, Black Leather Jacket, Sons, Zornik, DJ Turbeau (Franky DSVD)
Zondag : Boembox, Gio Kemper, School is Cool, Coolio (USA), Cookies and Cream, Sven Ornelis
2023
Vrijdag : Regi Live
Zaterdag : Volbeat by Volbeatz (NL), Metallica by Meatallica, As Everything Unfolds (UK), Ramkot, RHEA, Fleddy Melculy
Zondag : The Crazy Discoshow, ParkPop All-Starsband (met o.a. Gers Pardoel, Stan Van Samang, Guy Swinnen, Jelle Cleymans, Tinne Oltmans, ...), Queen by Vipers (IT), the Dirty Daddies (NL), 2 Fabiola, Pat Krimson
2024
Vrijdag : Yves Deruyter, Jan Vervloet, Sylver Live, Bonzai All Stars
Zaterdag : Cowboys & Aliens, Korn by Korn Again (UK), Slipknot by Subliminal Verses (IT), Mantah, Stake, Infected Rain (MD), Bizkit Park
Zondag : Ketnetband, Stan Van Samang, Bon Jovi by Bad Medicine (IT), Natalia, Les Truttes, Dimitri Wouters